# Nick Offerman

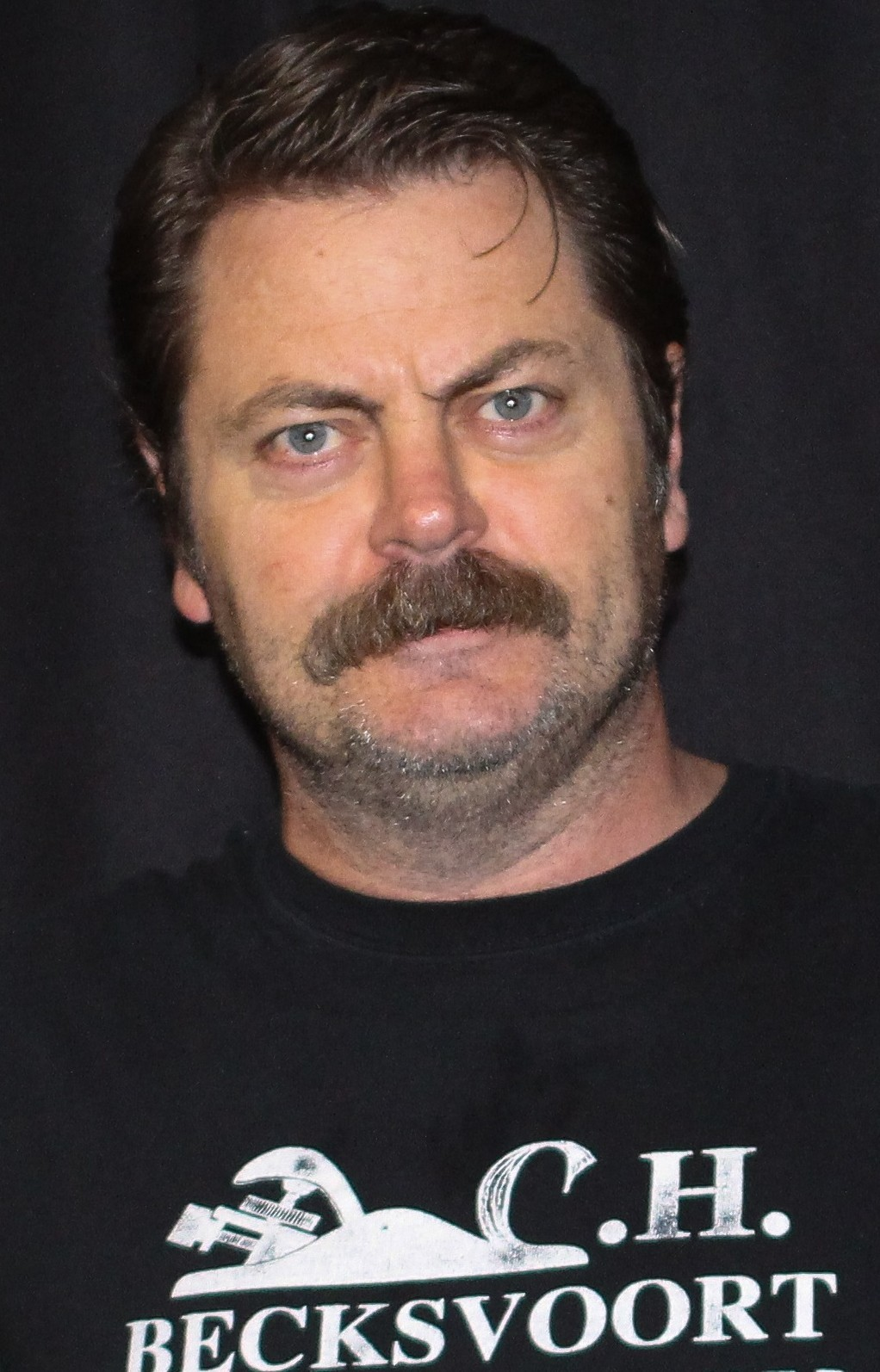
Nick Offerman in 2013

Nicholas Offerman (Joliet (Illinois), 26 juni 1970) is een Amerikaans acteur, filmproducent, filmregisseur, scenarioschrijver en timmerman.
Offerman is het meest bekend van zijn rol als Ron Swanson in de televisieserie Parks and Recreation waar hij in 125 afleveringen speelde (2009–2015).

## Biografie
Offerman werd geboren in Joliet en groeide op in Minooka. Hij haalde zijn bachelor of fine arts in 1993 aan de universiteit van Illinois in Urbana en Champaign. In hetzelfde jaar richtte hij met medestudenten de theatergezelschap Defiant Theatre op. Voordat hij begon met acteren voor televisie en films was hij vooral actief als acteur in lokale theaters.
Offerman is naast het acteren ook actief als timmerman, hij bouwt professioneel boten en is een ambachtsman in hout. In zijn werkplaats maakt hij houten meubels en andere houten voorwerpen zoals kano's en boten. In 2008 heeft hij een dvd gemaakt met de titel Fine Woodstrip Canoe Building with Nick Offerman.
Offerman is in 2003 getrouwd met Megan Mullally.

## Filmografie

### Films
Selectie:
- 2025: Smurfs - als Ken (stem)
- 2025: Mission: Impossible – The Final Reckoning - als generaal Sydney
- 2025: Sovereign - als Jerry Kane
- 2024: The Life of Chuck - als verteller (stem)
- 2024: Civil War - als president van de VS
- 2023: Origin - als Dave
- 2023: Dicks: The Musical - als Steve Chaney
- 2023: Dumb Money - als Kenneth C. Griffin
- 2023: Candy Cane Lane - als Pip
- 2021: Trollhunters: Rise of the Titans - als Varvatos Vex (stem)
- 2021: Sing 2 - als Norman (stem)
- 2019: Lucy in the Sky - als Will Plimpton
- 2019: The Lego Movie 2: The Second Part - als Metal Beard (stem)
- 2018: Bad Times at the El Royale - als Felix O'Kelly
- 2018: Hearts Beat Loud - als Frank Fisher
- 2017: The Hero – Jeremy Frost
- 2017: The Little Hours - als Lord Bruno
- 2016: The Founder – Dick McDonald
- 2016: Sing – Norman (stem)
- 2016: Ice Age: Collision Course – Gavin (stem)
- 2016: Ma vie de Courgette – Raymond (Engelse stem)
- 2015: Hotel Transylvania 2 – opa Mike (stem)
- 2015: Danny Collins – Guy DeLoach
- 2014: 22 Jump Street – deputy chief Hardy
- 2014: The Lego Movie – Metal Beard (stem)
- 2013: We're the Millers – Don Fitzgerald
- 2012: 21 Jump Street – hulpsheriff Hardy
- 2009: The Men Who Stare at Goats – Scotty Mercer
- 2006: Wristcutters: A Love Story – politieagent
- 2005: Sin City – Shlubb
- 2005: Miss Congeniality 2: Armed & Fabulous – Karl Steele
- 2004: November – officier Roberts
- 2002: Murder by Numbers – politieagent in huis van Richard
- 1998: City of Angels – arbeider

### Televisieseries
Uitgezonderd eenmalige gastrollen.
- 2024: The Great North - Beef Tobin (75 afl.)
- 2024: The Umbrella Academy - dr. Gene Thibodeau (6 afl.)
- 2022: The Resort - Murray Thompson (6 afl.)
- 2022: A League of Their Own - Dove Porter (3 afl.)
- 2022: Pam & Tommy - oom Miltie (5 afl.)
- 2009–2020: Parks and Recreation – Ron Swanson (125 afl.)
- 2020: Devs - Forest (8 afl.)
- 2018-2019: 3Below: Tales of Arcadia - Varvatos Vex (26 afl.)
- 2019: Good Omens - Thaddeus Dowling (2 afl.)
- 2017: Comrade Detective – kapitein Covaci (5 afl.)
- 2016–2017: Son of Zorn – dr. Klorpins (2 afl.)
- 2015: Fargo – Karl Weathers (5 afl.)
- 2014–2015: Gravity Falls – Agent Powers (4 afl.)
- 2012–2013: Axe Cop – Axe Cop (13 afl.)
- 2008–2013: Childrens Hospital – Chance Briggs (10 afl.)
- 2007: American Body Shop – Rob (10 afl.)
- 2003–2005: Gilmore Girls – Beau Belleville (2 afl.)
- 2003–2004: George Lopez – Randy (8 afl.)
- 2003: 24 – Marcus (3 afl.)

### Filmproducent
- 2024: All Illusions Must Be Broken - documentaire
- 2020: Nick Offerman: Full Bush - documentaire
- 2018-2019: Making It - als televisieserie (14 afl.)
- 2019: Frances Ferguson - film
- 2018: Hearts Beat Loud - film
- 2017: Nick Offerman & Megan Mullally: Summer of 69: No Apostrophe – televisiespecial
- 2017: The House of Tomorrow – film
- 2017: Infinity Baby – film
- 2016: Look & See: A Portrait of Wendell Berry – documentaire
- 2014: Nick Offerman: American Ham – film
- 2012–2015: Axe Cop – televisieserie (23 afl.)
- 2012: Somebody Up There Likes Me – film

### Filmregisseur
- 2013–2014: Parks and Recreation – televisieserie (2 afl.)

### Scenarioschrijver
- 2017: Nick Offerman & Megan Mullally: Summer of 69: No Apostrophe – televisiespecial
- 2015: Axe Cop – televisieserie (3 afl.)
- 2014: Nick Offerman: American Ham – film
- 2013: FIDLAR: Cocaïne – korte film
- 2012: Parks and Recreation – televisieserie (1 afl.)

- Bibsys: 1533887383532
- Biblioteca Nacional de España: XX5526715
- Gemeinsame Normdatei: 1141600579
- International Standard Name Identifier: 0000 0001 1410 8440
- Library of Congress Control Number: no2011000585
- Nationale Bibliotheek van Letland: 000220374
- MusicBrainz: 6888f5f8-67d3-4cf1-b804-9420344a3bae
- Nationale Bibliotheek van Tsjechië: xx0217280
- Nationale Bibliotheek van Israël: 987007456386305171
- Nederlandse Thesaurus van Auteursnamen: 410498394
- Système universitaire de documentation: 203633857
- Virtual International Authority File: 166931632
- WorldCat: E39PBJm96PgxfGTgyJYfrm4pfq